# 名誉市民
名誉市民（めいよしみん、英：Honorary Citizen）とは、主に次の3つの意味を持つ概念である。すなわち、
- 国家から名誉市民権を付与された外国人の栄誉称号のこと[1][注釈 1]。
- 地方行政区である省・州・都道府県の市民ないし出身者のうち著名な功績ある人物に贈る称号[2]。
- 市町村や特別区がそれぞれの分野で功績のある人物に対して、賞賛と尊敬を示して贈る称号[3][4]（市町村に居住する高齢者に長寿を賀す趣旨で贈る場合もある[5]）。

である。以下、類似の概念や称号を含めて紹介する。

## 国家の名誉市民権と名誉市民の称号
アメリカ合衆国名誉市民は主に歴史上の偉人に授与される完全な名誉称号で特権はなく、市民権も付与されない。
カナダでは人種差別や民主化闘争の指導者に名誉市民権を付与しており、これまでにも南アフリカでアパルトヘイト(人種隔離政策)撤廃に尽力した同国大統領ネルソン・マンデラやミャンマーの民主化に功績あるアウンサンスーチーに名誉市民権を付与しているほか、2013年10月16日にはパキスタンの人権活動家でイスラム原理主義勢力タリバンから狙撃され、瀕死状態から回復したマララ・ユスフザイに名誉市民権を付与することを表明している。
アフガニスタンでは医療活動に貢献した中村哲に名誉市民権を与えている。単なる名誉称号ではなく査証の免除や土地取得が可能になるなど一定の権利が与えられる。

## 省・州・都道府県など中間自治体における「名誉市民」称号
また、名誉市民称号に比等する称号は省や州、都道府県のような中間的な地方公共団体でも制定され、その行政区に在住または関係する住民・人物に贈られている。

### 名誉省民・栄誉公民
中国では地方行政庁にあたる省で名誉省民の称号を贈呈している。1991年11月、日中両国のピンポン外交の立役者でもある愛知工業大学の後藤淳に対し、中国江蘇省から名誉省民称号が贈られているほか、2001年には福井放送社長の伊藤嘉治に中国浙江省から日中友好の功績により、名誉省民の称号を贈られたのはその例である。
また、山東省の人民政府で栄誉公民の称号を贈呈しており、これまで丸紅特別顧問の西田健一などが受称している。

### 名誉道民
韓国では地方行政区の道庁では名誉道民の称号を制定している。

### 名誉州民
また、米国では個々の州で名誉州民の称号が制定されており、終戦後の日本でGHQに戦争孤児の救済に対する助言し、日本国内で赤い羽根共同募金の設立を提案したカトリック教会神父で社会事業家のエドワード・ジョゼフ・フラナガンは1965年に米国のネブラスカ州の名誉州民となっているほか、1986年には日本貿易振興機構理事長の赤澤璋一に対し、米国コロラド州から名誉州民の称号を贈呈されている。また、1991年には読売新聞社社長の小林与三次が夫妻で米国ワシントン州名誉州民称号を受称。96年にはカンボジアで国連ボランティアとして活動中に銃弾に倒れた中田厚仁が、活動地域だった同国コンポントム州から名誉州民称号を贈られている。

### 名誉都民
日本では東京都が名誉都民の称号を制定している。

### 名誉県民
東京都以外の道府県では主に名誉県民などの称号が制定されており、内閣総理大臣経験者では森喜朗が石川県名誉県民に、福田赳夫・康夫親子が群馬県名誉県民となっている。そのほかの例では香川県名誉県民も参照されたい。

## 郡および市町村・特別区の名誉市民

### 名誉郡民
米国や韓国などで、郡が授与する名誉市民称号を「名誉郡民」という。2010年、福井県の仏教建築を専門とする金剛組の金剛利隆に韓国扶余郡から、百済の文化保存への貢献に対し、名誉郡民称号が贈られたのは主な例である。

### 名誉市民
名誉市民の称号は欧米で始められた制度で、主に公共福祉、学術、技芸そのほかの文化、産業等に業績ある人に対して賞賛と尊敬の念を示す目的で贈られる。著名な例ではパリ市が2004年6月8日に、同市市議会で緑の党の提案により、ミャンマーのアウンサンスーチーにパリ市名誉市民の称号を贈呈することを提案。与党社会党の賛成により、スーチーの誕生日である同月19日に称号が贈呈されたこと (2018年12月、ロヒンギャに対する暴力・虐殺に対応しなかったため、パリ議会が剥奪を決定）、また、2008年に中国の人権活動家の胡佳とダライ・ラマ14世にパリ市から名誉市民称号が贈呈され、中国政府が反発したことが挙げられる。パリ市名誉市民の称号は、その他、ムミア・アブ＝ジャマール、イングリッド・ベタンクール、ユーリ・バンダジェフスキー、シャルリー・エブド、タスリマ・ナスリンらに贈られている。芸術分野では2011年7月12日、米国人歌手のレディー・ガガが同性愛者支援の功績で豪州シドニー市から名誉市民の称号が贈られている。一方、称号を剥奪した例としては2004年にハンガリーの首都ブダペストが同国のEU加盟を目前に、かつてソ連のスターリンに贈っていた名誉市民称号を「人類に対する重要な罪」を理由に取り消したことが知られているほか、ドイツ北部のゴスラー市では2013年10月27日、1934年にアドルフ・ヒトラーに贈られていた名誉市民称号が手続き上の見落としにより、取り消されていなかったことが発覚し、同日、市議会の全会一致で称号剥奪が決議されている。なお、ヒトラーのは存命中、ドイツ国内の約4000の自治体から名誉市民称号が贈られているが、死後ほとんど取り消しとなっている。アウンサンスーチーもロヒンギャ問題への対応不足により、カナダ、パリ、英国のグラスゴー市、ニューカッスル市、エディンバラ市の名誉市民の称号を剥奪された。
日本では、1949年（昭和24年）仙台市が志賀潔、土井晩翠、本多光太郎らに名誉市民の称号を贈ったのに始まり、今日では多くの市がこの制度を設けている。また、町、村などの自治体も、この制度に倣って、名誉区民、名誉町民、名誉村民などの称号を贈ることも多くなっている。名誉市民を表す英語honorary citizenのhonoraryは義務や特権、報酬を伴わないことをその重要な意味としているが、日本では贈られた人には、その自治体の公共施設の利用や生活の便宜などの、若干の特権が与えられることが多い。
受賞者はその市区町村出身の国会議員や首長などの政治家や医師、教育者、研究者、出身の著名人などが多く、政治家の例では元首相の森喜朗が石川県能美市の名誉市民第1号となったことや、羽田孜が長野県上田市の名誉市民になったことが挙げられる。研究者ではノーベル生理学・医学賞を受賞した京都大学教授の山中伸弥が京都市と東大阪市など自身とゆかりある市の名誉市民となっている。

### 名誉区民
東京都23区のように区制を敷く自治体では名誉市民に相当する名誉区民の称号を制定している。東京都の例では、漫画家から『アンパンマン』の原作者 やなせたかしが新宿区名誉区民に選ばれているほか、『宇宙戦艦ヤマト』や『銀河鉄道999』の原作者 松本零士が練馬区名誉区民となっている。同様に練馬区では狂言師の野村万作も名誉区民称号の贈呈を受けている。葛飾区では映画監督の山田洋次が同区名誉区民となっている。

### 名誉町民
町制を敷いている自治体では、名誉市民に相当する称号として名誉町民や特別名誉町民などの称号を制定している。主な例では、ノーベル化学賞受賞者で北海道大学名誉教授の鈴木章が故郷のむかわ町の特別名誉町民に選ばれたことが挙げられる。名誉市民同様、政治家も贈呈の対象だが、佐賀県北方町では当時の町長松本和夫が名誉町民に自身を推薦し、議会で可決したことで物議を醸したことがある。

### 名誉村民
村制の自治体では名誉市民に相当する称号として、名誉村民などの称号を制定している。政治家では日本航空123便墜落事故の事故現場となった群馬県多野郡上野村の村長で事故対応の陣頭指揮を執った黒沢丈夫が同村名誉村民第1号となっている。
そのほか、著名人の例では、2011年のサッカーワールドカップドイツ大会でなでしこジャパンのDFを務めた岩清水梓に対し、故郷の岩手県岩手郡滝沢村（現滝沢市）の村長 柳村典秀から同村名誉村民の称号が贈られている。熊本県山江村では100歳を超える高齢者に贈っている。

## その他
その他、同類の称号として名誉鎮民があり、2018年3月に台湾（中華民国）の苗栗県が創価学会名誉会長の池田大作に名誉鎮民称号を贈った。
日本の国籍法第9条には、日本に特別の功労のある外国人に対して国会の承認を得て行う帰化の制度「大帰化」がある。